# Trois-Bassinoise
La Trois-Bassinoise est un trail court de 36 km de longueur et de 1 800 m de dénivelé positif. Le départ a lieu sur le littoral et l'arrivée a lieu au centre-ville de Trois-Bassins, sur la côte ouest de l'île de la Réunion, océan Indien. 

## Historique
La première édition a eu lieu en 2006. C'est l'ACS Trois-Bassins qui organise cette épreuve.

## Palmarès

### Hommes
| Date | Athlète            | Nationalité | Temps           |
| ---- | ------------------ | ----------- | --------------- |
| 2012 | Eddy Narayanin     | France      | 3 h 23 min 58 s |
| 2011 | Gilles Bayard      | France      | 2 h 41 min 57 s |
| 2010 | Didier Mussard     | France      | 2 h 39 min 18 s |
| 2009 | Jean-Patrick Payet | France      | 2 h 44 min 06 s |
| 2008 | Arnaud Fontana     | France      | 2 h 35 min 53 s |
| 2007 | Jackson Cadet      | France      | 2 h 34 min 48 s |
| 2006 | Dominique Técher   | France      | 2 h 28 min 48 s |

### Femmes
| Date | Athlète          | Nationalité | Temps           |
| ---- | ---------------- | ----------- | --------------- |
| 2012 | Gabrielle Soares | France      | 4 h 16 min 55 s |
| 2011 | Hortense Bègue   | France      | 3 h 45 min 43 s |
| 2010 | Danièle Seroc    | France      | 3 h 30 min 52 s |
| 2009 | Isabelle Dufour  | France      | 3 h 39 min 50 s |
| 2008 | Maud Combarieu   | France      | 3 h 19 min 12 s |
| 2007 | Muriel Denis     | France      | 3 h 17 min 00 s |
| 2006 | Muriel Denis     | France      | 3 h 35 min 52 s |